# Panfobia

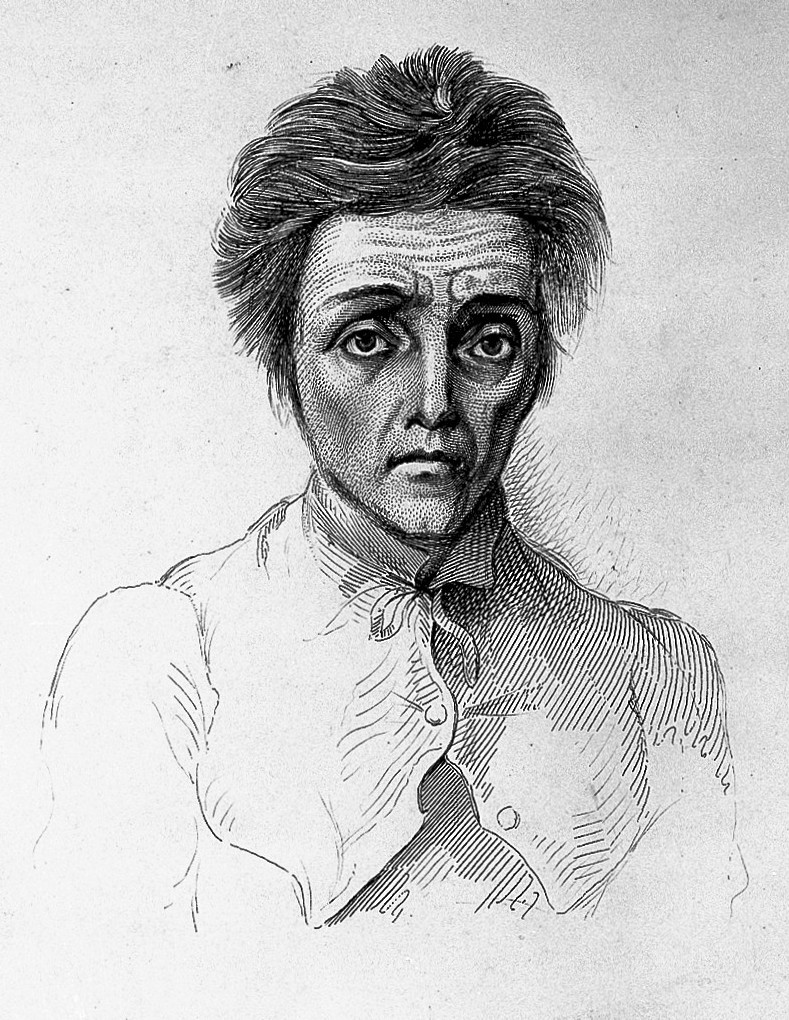
Una mujer diagnosticada con panfobia, del libro de Alexander Morison de 1843 The Physiognomy of Mental Diseases.

La panfobia, omnifobia, pantofobia, o panofobia es un pavor impreciso y persistente de algún mal desconocido. La panfobia no está registrada como tipo de fobia en las referencias médicas.

## Historia
El término panfobia fue acuñado por primera vez por Théodule-Armand Ribot en su trabajo La Psicología de las Emociones de 1911. Lo definió como "un estado en que un paciente teme a todo o nada, donde la ansiedad, en vez de estar enfocada en un objeto, flota como en un sueño, y sólo se arregla por un instante a la vez, pasando de un objeto a otro, cuando las circunstancias lo pueden determinar." El término proviene de las palabras griegas πᾶν - pan, neutro de "πᾶς" - pas, "todo" y φόβος - phobos, "miedo". La palabra raíz griega pan (ex. pan-ic) describe "el estado desagradable causado por la intervención del dios Pan." Pan se caracteriza por ser un híbrido humano–animal que "apareció como el agente del miedo al pánico (ese desorden colectivo, parecido a un animal que se apodera de los campamentos militares en reposo, especialmente de noche) y de una forma de posesión individual (panolepsia)." Según Heródoto, fue Pan quién dirigió a los atenienses a la victoria en la Batalla de Maratón, forzando a los persas para huir. Se ha argumentado que pantofobia puede ser considerado el nombre más preciso para describir la  no-especificidad asociada con un miedo de todo.

## Diagnóstico
No hay fobia específica en el DSM-5 que proponga criterios para un miedo generalizado a todo, aunque el síntoma que define el trastorno de ansiedad generalizada en este manual es "ansiedad y preocupación excesivas (expectativa aprensiva) acerca de una serie de eventos o actividades." Otro estado mental con el que puede relacionarse es la paranoia, en la que uno teme que las amenazas desconocidas puedan, y muy probablemente, provengan de cualquier persona, y que la desconfianza conduzca potencialmente a una pérdida de contacto con la realidad. El trastorno delirante es una forma más grave de este tipo de trastorno. La literatura académica relevante puede señalar la panfobia como una simple parte de estados más complejos de trastorno mental. La esquizofrenia pseudoneurótica puede diagnosticarse en pacientes que, además de panfobia, también presentan síntomas de ansiedad, panambivalencia, y en menor medida, sexualidad caótica. Estas personas se diferencian de los que padecen ansiedad generalizada en que tienen "ansiedad flotante que rara vez cede" y se puede diagnosticar clínicamente que tienen un trastorno límite de la personalidad en el DSM-IV-TR. No se realizaron cambios significativos relacionados con este trastorno de personalidad en la transición al DSM-5, lo que sugiere que los criterios de diagnóstico siguen siendo apropiados.